# Моцарт (ликёр)
«Моцарт» нем. Mozart — десертный крем-ликёр, производимый в Зальцбурге, Австрия, на родине композитора Вольфганга Амадея Моцарта.

## История
Для старинного австрийского города Зальцбурга, связь с Моцартом является главной изюминкой, обеспечивающей ему приток туристов. В городе производится много сувенирной продукции, в том числе, конфеты «Моцарт».
Однако, история фирмы, в дальнейшем ставшей известной благодаря ликёру «Моцарт», началась не в Зальцбурге. В 1841 году предприниматель по имени Герман Кристоф Кёниг основал в Штайнхагене, Вестфалия (на тот момент город принадлежал Пруссии) винокуренный завод. В 1954 году его филиал появился в Зальцбурге. На зальцбургском заводе компании, которая продолжала оставаться в руках семьи Кёниг, первоначально производились традиционные для Австрии шнапс и биттер. Однако, затем у владельцев появилась идея создать особенный, фирменный ликёр. В результате, в 1979 году был начат выпуск «Моцарта». 
«Моцарт» представляет собой густой шоколадный крем-ликёр. Он выпускается в нескольких разновидностях («шоколад», «белый шоколад», «с клубникой» и т.д.). Ликёр «Моцарт» разливается в фирменные круглые бутылки с разноцветными этикетками.  В рекламных целях производители заявляют, что на всех этапах производства ликёра на фабрике звучит музыка Моцарта, что, якобы, «дополнительно связывает» композитора и ликёр. 
Ликёр «Моцарт» доступен в продаже в Австрии, особенно, в Зальцбурге, а также экспортируется во многие страны, в том числе в Японию, где существует большой интерес к личности композитора и связанной с ним сувенирной продукции. В 2008 году крупная японская корпорация — производитель алкогольных напитков Suntory приобрела 50% акций австрийской компании за 1 миллиард иен; в 2010 году семья Кёниг продала японцам вторые 50%. Однако, в 2016 году сто процентов акций компании были выкуплены австрийской винодельческой компанией Schlumberger (нем.) (не следует путать с одноименной нефтесервисной компанией).

## Дальнейшее чтение
- Статья о ликёре в местной зальцбургской газете, в которой приведена его история.